# دومينيك ليفي
دومينيك أستريد ليفي (بالإنجليزية: Dominique Astrid Lévy)‏ (من مواليد يونيو 1967) هي سيدة أعمال سويسرية، وشريكة مؤسسة مع بريت جورفي لليفي غورفي، وهو معرض له مكاتب في مدينة نيويورك ولندن.

## حياتها المُبكرة
وُلدت دومينيك أستريد ليفي في يونيو 1967، في لوزان، سويسرا. ترك والدها أندريه ليفي، وهو تاجر قطن، مصر في عام 1956 بعد وصول جمال عبد الناصر إلى السلطة. نظمت ليفي معرضها الأول عندما كان عمرها 18 عامًا. درست ليفي تاريخ الفن والسياسة في جامعة جنيف وحصلت على درجة البكالوريوس في العلوم السياسية وماجستير في علم اجتماع الفن.

## حياتها المهنية
في عام 1987، قامت ليفي بأول تدريب لها في كريستيز في نيويورك، وعندما عادت إلى سويسرا، تم تعيينها من قبل سايمون دي بوري للعمل في سوذبيز حيث عملت لمدة أربع سنوات. عملت ليفي بعد ذلك مع تاجر الأعمال الفنية الفرنسي دانييل مالينغو أثناء افتتاح معرضه، ثم التحقت بمساعده المشارك، سايمون ستودر، في إنشاء الأعمال الفنية. ثم انضمت إلى فريق تاجر القطع الفنية في لندن أنتوني دوفاي.
أسّست ليفي في عام 1999 تحت إشراف فرانسوا بينو قسم المبيعات الخاص في كريستيز بنيويورك وشغلت منصب المدير للقسم. وفي عام 2003، أسّست دومينيك ليفي فاين آرت، وهي خدمة استشارية فنية تركز على بناء علاقات طويلة الأمد مع جامعي العملات. وفي أغسطس 2005، شاركت ليفي في تأسيس إل أند إم أرتس L & M Arts مع روبرت منشن، الذي كان مقره في نيويورك ولوس أنجلوس. قدم المعرض خدمات للعملاءبخصوص تنظيم معارض الفن الحديث وما بعده، بالإضافة إلى أعمال جديدة لفنانين مثل ديفيد هامونز وبول مكارثي.
في سبتمبر 2013، افتتحت دومينيك ليفي معرض مساحة مانهاتن مع معرض الحضور الصوتي بمشاركة: لوسيو فونتانا، وإيف كلاين، وسي توومبلي، والذي كان مصحوبًا بأول أداء علني في نيويورك لكتاب المونوتون الصامت السمفوني لإيف كلين.
توسعت دومينيك ليفي في أكتوبر 2014 إلى لندن، وافتتحت موقعًا في 22 شارع بوند القديم، بالقرب من الأكاديمية الملكية للفنون في مدينة مي فير.
يمثل المعرض حاليًا عقارات إيف كلاين، وعقارات رومان أوبالكا، وعقار جيرمين ريتشير في الولايات المتحدة، وكذلك الفنانين إنريكو كاستيلاني، وبوريس ميخائيلوف، وفرانك ستيلا، وبيير سولاجيس، وغونتر أوكر .
في عام 2015 ، عرضت صالات العرض الخاصة بها الرسوم البيانية الملونة لجيرهارد ريختر، ومنمنمات ألكساندر كالدر،

## أعمالها البارزة
2014: المحركون والشركة: أقوى الأشخاص في عالم الفن، الغارديان
2013: المرأة في الفن، مجلة إل
2012: 10 أحد تجار الفن الأكثر نفوذُا، مجلة فوربس

## حياتها الشخصية
تزوجت ليفي من دوروثي بيروين مأطفالهم الثلاثة: كالب وصموئيل وسولال. والد صموئيل وسولال هو مدير إعلانات إسباني، بينما يكون كالب ابن دوروثي بيروين، وهو ثمرة علاقة سابقة.

## Further reading
- Grahl، John (مايو–يونيو 2001). "The sway of finance?". New Left Review. New Left Review. ج. II ع. 9. {{استشهاد بدورية محكمة}}: الوسيط |ref=harv غير صالح (مساعدة)صيانة الاستشهاد: postscript (link)

Review of Crise et sortie de crise: ordre et désordres néolibéraux by Lévy and Gérard Duménil.

## روابط خارجية
- Official website
- Lévy Gorvy Gallery